# Mika Poutala
Mika Kristian Poutala (Helsinki, 20 de junio de 1983) es un deportista finlandés que compite en patinaje de velocidad sobre hielo.
Ganó dos medallas de plata en el Campeonato Europeo de Patinaje de Velocidad sobre Hielo en Distancia Individual de 2018. Participó en cuatro Juegos Olímpicos de Invierno, entre los años 2006 y 2018, ocupando el quinto lugar en Vancouver 2010 y el cuarto en Pyeongchang 2018, en la prueba de 500 m.

## Palmarés internacional
| Campeonato Europeo en Distancia Individual | Campeonato Europeo en Distancia Individual | Campeonato Europeo en Distancia Individual | Campeonato Europeo en Distancia Individual |
| Año                                        | Lugar                                      | Medalla                                    | Prueba                                     |
| ------------------------------------------ | ------------------------------------------ | ------------------------------------------ | ------------------------------------------ |
| 2018                                       | Kolomna (Rusia)                            | Medalla de plata                           | 500 m                                      |
| 2018                                       | Kolomna (Rusia)                            | Medalla de plata                           | Velocidad por equipos                      |